# علم زامبيا

استعمل قبل عام ام 1996.

تم اعتماد علم زامبيا في يوم 24 أكتوبر من عام 1964, وقد تم إضافة تعديل بسيط عام 1996.
يمثّل اللون الأخضر, وهو الأرضية الأساسية للعلم, يمثّل الموارد الطبيعية للبلاد. أمّا اللون الأحمر, فيمثّل نضال البلاد للحرية من الاستعمار البريطاني, واللون الأسود للشعب الزامبي, الأفريقي, أمّا اللون البرتقالي, المائل إلى اللون الذهبي, فيمثّل المعادن الّتي تستمتع البلاد بكثرتها.
النسر المحلّق أعلى هذة الألوان الثلاث, فيمثّل القدرة الشعبية للزامبيين علىٰ التغلّب علىٰ مصاعبهم, وقدرتهم علىٰ التحليق فوقها, بدون أن تمثّل عبئ عليهم.
تَمّ تصميم العلم من قِبَل جبريل إليسون، التي صممت العديد من رموز البلاد من الدروع والطوابع البريدية.